# Pump-Pump

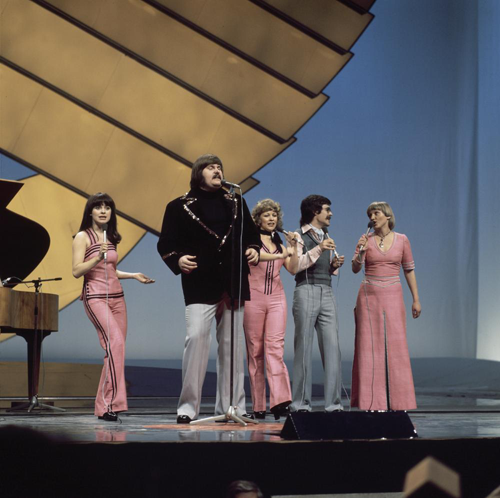
Fredi & Ystävät em um ensaio para o Eurovision Song Contest 1976.

Pump-Pump foi a canção que representou a Finlândia no Festival Eurovisão da Canção 1976, interpretada em inglês por Fredi & Ystävät. Tinha letra de Pertti Reponen, música de Matti Kalevi Siitonen e orquestração de Ossi Runne.
A canção foi a 11.ª a ser interpretada na noite do evento, a seguir à canção grega "Panayia Mou, Panayia Mou", interpretada por Mariza Koch e antes da canção espanhola "Sobran Las Palabras", interpretado por Braulio. Terminou em 11.º lugar (entre 18 países concorrentes) e recebeu 44 pontos. 
A canção é cantada da perspetiva de um homem explicando à sua amada que os dias dele a ver "raparigas bonitas a passar" estão terminando e de que ela que ele precisa. Nesta música, a parte que atraiu as atenções do público foi a parte em que o coro repetia um trecho sem sentido "Let your hip go hippety pump pump", "Deixe a sua anca ir pulando pump pump" (isto é mais visível porque a canção é cantada em inglês, não seria notório se fosse em finlandês, língua que poucos conhecem na Europa), mais um dos textos sem sentido que muitas vezes surgem neste Festival. 